# Cratere Ostrov
Ostrov  è un cratere sulla superficie di Marte.